# Soltvadkert
Soltvadkert este un oraș în districtul Kiskőrös, județul Bács-Kiskun, Ungaria, având o populație de 7.493 de locuitori (2011). 

## Demografie
Componența etnică a orașului Soltvadkert
     Maghiari (93,32%)
     Romi (3,45%)
     Germani (1,64%)
     Necunoscut (0,37%)
     Alții (1,21%)
Componența confesională a orașului Soltvadkert
     Romano-catolici (38,44%)
     Luterani (25,14%)
     Reformați (10,76%)
     Fără religie (3,94%)
     Necunoscută (21,26%)
     Alte religii (2,82%)
Conform recensământului din 2011, orașul Soltvadkert avea 7.493 de locuitori. Din punct de vedere etnic, majoritatea locuitorilor (93,32%) erau maghiari, existând și minorități de romi (3,45%) și germani (1,64%). Apartenența etnică nu este cunoscută în cazul a 0,37% din locuitori. Nu există o religie majoritară, locuitorii fiind romano-catolici (38,44%), luterani (25,14%), reformați (10,76%) și persoane fără religie (3,94%). Pentru 21,26% din locuitori nu este cunoscută apartenența confesională.